# Callichroma iris
Callichroma iris é uma espécie de coleóptero da tribo Callichromatini (Cerambycinae); compreende duas subespécies, com distribuição na região neotropical.

## Subespécies
- Callichroma iris iris (Taschenberg, 1870)
- Callichroma iris trilineatum (Bates, 1879)